# Гурванбулаг (сомон, Булган)
Гурванбулаг (монг. Гурванбулаг) — сомон аймаку Булган, Монголія. Територія 2,7 тис км², населення 3,9 тис. Адміністративний центр – селище Авзага знаходиться на відстані 140 км від Булгану та 270 від Улан-Батора. Є школа, лікарня, торгово-культурні центри.

## Рельєф
Гори Цецерлег (1962 м), Авзага, Очирт, річки Тарна, Чулуут, Заяс.

## Клімат
Різкоконтинентальний клімат. Середня температура січня -20 градусів, липня +18 градусів. Протягом року в середньому випадає 300 мм опадів.

## Тваринний світ
Водяться корсаки, олені, вовки, лисиці, песці та інші.